# Amnestie
Amnestie (z řeckého amnéstia, zapomenutí) je rozhodnutí o hromadném, a to úplném nebo částečném prominutí trestu, a současně o zahlazení odsouzení pro trestný čin. Neruší tedy rozsudek ani občanskoprávní odpovědnost odsouzeného (například povinnost nahradit škodu), ale pouze trest. V České republice bývá doprovázena abolicí, to jest rozhodnutím o zastavení nebo nezahájení trestního řízení pro činy, na něž se vztahuje.

## Historie a právo
Historicky je amnestie výsadní právo panovníka, který ji uděloval obvykle při nástupu na trůn. Až do středověku se často týkala odpuštění dluhů, to jest oddlužení zemědělců. Např. v Rakousku jí neomezeně disponoval císař.
Na rozdíl od milosti, udělované individuálně, týká se amnestie všech anebo jen určitých skupin odsouzených a trestaných, například jen za určité zločiny, a může být také omezena například výší trestu. Bývá spojena i s dalšími podmínkami, například se může týkat jen trestaných, kteří neměli kázeňské přestupky, anebo naopak vyžadovat, že amnestovaný po jistou dobu nebude pravomocně odsouzen; pokud by byl, výkon amnestovaného trestu se tím obnoví.
V České republice jde podle čl. 63 odst. 1 písm. k) Ústavy o rozhodnutí ústavně neodpovědného prezidenta, které pouze vyžaduje ke své platnosti kontrasignaci ze strany předsedy vlády nebo jím pověřeného člena vlády. Tímto spolupodpisem ale vláda, která je již ústavně odpovědná, a to Poslanecké sněmovně, za amnestii přebírá odpovědnost. Podle ústavy z roku 1960, která byla platná až do 31. prosince 1992, to ovšem byla zcela výhradní pravomoc prezidenta. Prezident přitom nemá pravomoc udělovat amnestii jen v případě trestů, ale současně i přestupků.
V Rakousku a v některých spolkových zemích Německa je zvykem udělovat amnestie pravidelně před Vánoci vězňům, kteří by jinak byli propuštěni během Vánoc nebo krátce po nich. V Německu může amnestii udělit Spolkový sněm, v Itálii parlament, v USA prezident nebo Kongres, v Rusku Státní duma, v Gruzii parlament. V Rakousku ji uděluje prezident. Ve Francii je možnost omezené amnestie dána prezidentovi, přičemž od roku 2007 se prezidenti dobrovolně zavazují amnestii neudělovat. V Řecku vyhlašuje amnestii prezident na základě doporučení ministra spravedlnosti.

## Seznam československých a českých amnestií
| ze dne             | forma                                   | číslo ve Sbírce |
| ------------------ | --------------------------------------- | --------------- |
| 5. listopadu 1918  | Nařízení národního výboru               | 28/1918         |
| 21. ledna 1919     | Rozhodnutí prezidenta republiky         | –               |
| 22. července 1919  | Rozhodnutí prezidenta republiky         | –               |
| 21. října 1919     | Rozhodnutí prezidenta republiky         | –               |
| 27. května 1920    | Rozhodnutí prezidenta republiky         | –               |
| 13. února 1922     | Rozhodnutí prezidenta republiky         | –               |
| 5. června 1922     | Rozhodnutí prezidenta republiky         | –               |
| 24. července 1922  | Rozhodnutí prezidenta republiky         | –               |
| 2. září 1924       | Rozhodnutí prezidenta republiky         | –               |
| 14. července 1925  | Rozhodnutí prezidenta republiky         | –               |
| 2. června 1927     | Rozhodnutí prezidenta republiky         | –               |
| 19. října 1928     | Rozhodnutí prezidenta republiky         | –               |
| 16. června 1934    | Rozhodnutí prezidenta republiky         | –               |
| 14. prosince 1935  | Rozhodnutí prezidenta republiky         | –               |
| 6. března 1937     | Rozhodnutí prezidenta republiky         | –               |
| 16. dubna 1938     | Rozhodnutí prezidenta republiky         | –               |
| 7. října 1938      | Rozhodnutí vlády                        | –               |
| 2. prosince 1938   | Rozhodnutí prezidenta republiky         | –               |
| 31. prosince 1938  | Rozhodnutí prezidenta republiky         | –               |
| 13. července 1939  | Vládní nařízení                         | 192/1939        |
| 29. listopadu 1939 | Vládní nařízení                         | 290/1939        |
| 24. prosince 1941  | Rozhodnutí prezidenta republiky         | –               |
| 24. prosince 1941  | Rozhodnutí prezidenta republiky         | –               |
| 31. července 1945  | Rozhodnutí prezidenta republiky         | –               |
| 29. srpna 1945     | Rozhodnutí prezidenta republiky         | –               |
| 27. srpna 1946     | Rozhodnutí prezidenta republiky         | –               |
| 19. června 1948    | Rozhodnutí prezidenta republiky         | –               |
| 19. června 1948    | Rozhodnutí prezidenta republiky         | –               |
| 4. května 1953     | Rozhodnutí prezidenta republiky a vlády | –               |
| 9. května 1955     | Rozhodnutí prezidenta republiky a vlády | –               |
| 1. prosince 1957   | Rozhodnutí prezidenta republiky a vlády | –               |
| 9. května 1960     | Rozhodnutí prezidenta republiky a vlády | 54/1960         |
| 9. května 1962     | Rozhodnutí prezidenta republiky         | 46/1962         |
| 9. května 1965     | Rozhodnutí prezidenta republiky         | 43/1965         |
| 9. května 1968     | Rozhodnutí prezidenta republiky         | 55/1968         |
| 27. května 1969    | Rozhodnutí prezidenta republiky         | 52/1969         |
| 25. února 1973     | Rozhodnutí prezidenta republiky         | 10/1973         |
| 8. května 1975     | Rozhodnutí prezidenta republiky         | 45/1975         |
| 8. května 1980     | Rozhodnutí prezidenta republiky         | 52/1980         |
| 8. května 1985     | Rozhodnutí prezidenta republiky         | 38/1985         |
| 27. října 1988     | Rozhodnutí prezidenta republiky         | 167/1988        |
| 8. prosince 1989   | Rozhodnutí prezidenta republiky         | 150/1989        |
| 1. ledna 1990      | Rozhodnutí prezidenta republiky         | nečíslováno     |
| 5. ledna 1990      | Usnesení vlády                          | nečíslováno     |
| 16. února 1990     | Rozhodnutí prezidenta republiky         | nečíslováno     |

| ze dne        | forma                           | číslo ve Sbírce |
| ------------- | ------------------------------- | --------------- |
| 3. února 1993 | Rozhodnutí prezidenta republiky | 56/1993         |
| 3. února 1998 | Rozhodnutí prezidenta republiky | 20/1998         |
| 1. ledna 2013 | Rozhodnutí prezidenta republiky | 1/2013          |

## Amnestie v Československu po pádu komunismu
Udílet amnestie byl oprávněn prezident federace.

### Amnestie Václava Havla z ledna 1990
Šlo o jeden z prvních kroků Václava Havla ve funkci prezidenta, kterým byly prominuty tresty uložené za předchozího režimu. Amnestie se týkala zhruba 23 tisíc osob (na území Česka 15 tisíc) z celkem 31 tisíc uvězněných. Mezi domněle amnestovanými byl i za vraždu odsouzený Jozef Slovák, který po propuštění spáchal nejméně čtyři další vraždy. Jak ale uvádí např. novinář Ján Petrovič, jeho propuštění s vyhlášenou amnestií nesouviselo (amnestie se na osoby odsouzené mj. za trestný čin vraždy nevztahovala, až na odpuštění jednoho roku trestu odnětí svobody), ale byl podmíněně propuštěn po odpykání dvou třetin trestu v souladu s tehdejšími platnými zákony. Mezi známé případy amnestovaných patří Josef Kott a Michael Kutílek, kteří po propuštění spáchali čtyři vraždy, Ján Molnár a Lubor Masár, kteří zavraždili nizozemskou turistku a jejího manžela těžce zranili, Jaroslav Gančarčík, který zavraždil tři ženy nebo Jaroslav Oplištil, který znásilnil a zavraždil půlroční dítě.

### Amnestie Václava Havla z února 1990
Vyhlášena byla „v zájmu posílení záruk demokracie, veřejného klidu a pořádku“ a týkala se pouze abolice ve věcech nedovoleného ozbrojování, za podmínky dobrovolného odevzdání zbraní a výbušnin nejpozději do 1. března 1990.

## Amnestie v samostatné České republice
Udílet amnestie je oprávněn prezident republiky, rozhodnutí ale vyžaduje ke své platnosti spolupodpis předsedy vlády nebo jím pověřeného člena vlády. Odpovědnost za amnestii pak nese vláda.

### Amnestie Václava Havla z února 1993
Václav Havel ji vyhlásil po svém prvním zvolení prezidentem České republiky. Z celkem 14 tisíc vězňů se týkala jen asi 130 osob.

### Amnestie Václava Havla z února 1998
Další prominutí trestů vyhlásil Václav Havel u příležitostí svého znovuzvolení. Z celkem 22 tisíc vězňů bylo propuštěno přes 930 osob, u dalších několika set bylo zastaveno trestní stíhání.

### Amnestie Václava Klause z ledna 2013
Prezident Václav Klaus vyhlásil svou první amnestii krátce před koncem svého druhého funkčního období, u příležitosti 20. výročí osamostatnění České republiky. Podle odhadu Ministerstva spravedlnosti ČR se amnestie týká více než 32 000 lidí. Vězeňské brány opustilo více než 6 145 lidí (původní odhad činil 7 416 pravomocně odsouzených). Rozhodnutí prezidenta se však dotkne i dalších zhruba 14 500 osob podmíněně odsouzených s probačním dohledem a dalších lidí.